# Les Aventures de Robinson Crusoé
Les aventures de Robinson Crusoë es una película  muda francesa de 1902 dirigida por Georges Méliès, basado en el libro homónimo de Daniel Defoe de 1719.

## Trama
Robinson Crusoe, un marinero, naufraga en una isla. Reúne las provisiones que puede del naufragio, incluidos un perro y un gato, que son los únicos supervivientes de la catástrofe. Después de señalar un barco que pasa sin éxito, Crusoe construye una cabaña.
En otra parte de la isla, en la base de un acantilado, los nativos caníbales han hecho prisioneros y se han comido a todos menos a uno. Están a punto de matar al último prisionero cuando aparece Crusoe y los asusta con disparos. Crusoe se hace cargo del prisionero, nombrándolo viernes. Los dos escalan el acantilado, luchando contra los nativos que los atacan a medida que avanzan. La pelea se abre paso por el acantilado y dentro de la cabaña. Juntos, Friday y Crusoe logran matar a todos los nativos atacantes. A salvo por fin, Crusoe se hace amigo de Friday y le enseña algunas habilidades. Se instalaron en su choza, junto con el perro y el gato, así como un loro y una cabra. Juntos construyen una canoa, se enfrentan a un huracán, cazan y navegan alrededor de la isla.
Veinticinco años después del naufragio de Crusoe, unos marineros desembarcan en la isla; se han amotinado contra el capitán y los oficiales de su barco y los han encarcelado. Friday y Crusoe atacan a los amotinados y liberan a los prisioneros. El capitán y los oficiales dejaron que Crusoe y Friday subieran a su barco y los trajeron a Inglaterra. Aterrizando en Southampton, Crusoe se va a casa y se reencuentra con su mujer y sus hijos. Friday es adoptado en la familia. En una escena final de "apoteosis", Crusoe y Friday se muestran una vez más después de su pelea con los nativos, de pie en la gloria de su isla.

## Producción
El propio Méliès interpreta al héroe titular. El diseño de la película, también de Méliès, se inspiró en las ilustraciones de JJ Grandville para la novela. La película fue estrenada por la Star Film Company de Méliès's y está numerada 430–443 en sus catálogos. 

## Supervivencia
Un breve fragmento en blanco y negro de la película fue el único remanente conocido hasta 2011, cuando se encontró una impresión coloreada a mano en una película de nitrato entre una colección donada a la Cinémathèque Française . Esta copia, aproximadamente doce minutos y medio del tiempo de ejecución original de quince minutos de la película, fue restaurada en resolución 4k por la Cinémathèque. La restauración, con una nueva partitura de Maud Nelissen y con una traducción al inglés de la narración original de Méliès leída en directo por Paul McGann, se estrenó en película de 35 mm en la Giornate del Cinema Muto de Pordenone en 2012.